# Orrea
Hypospila là một chi bướm đêm thuộc họ Noctuidae.